# طاسلوجة
طاسلوجة (بالكردية: تاسڵوجە) هي قرية تتبع قضاء سيد صادق في محافظة السليمانية في إقليم كردستان في شمال شرق العراق.